# 阿爾馬迪洛山
68°7′S 66°22′W / 68.117°S 66.367°W
阿爾馬迪洛山（英語：Armadillo Hill）是南極洲的山峰，座標68°7′S 66°22′W，位於葛拉漢地，處於東北冰川東南面7公里和內尼港東北面15公里，海拔高度1,760米（5,770英尺），由英國探險隊測量。